# Misión Internacionalista (libro)
Misión Internacionalista es un libro escrito por José Miguel Carrera Carmona, editado en Chile en 2010 por Editorial Latinoamericana. Cuenta el paso del autor desde ser un estudiante chileno de medicina becado en Cuba durante el gobierno de Salvador Allende, a ser un combatiente de la Revolución Sandinista en 1979, como parte de un contingente de militares chilenos formados en Cuba. El libro está dividido en 20 capítulos, más notas y fotografías.

## Sinopsis
El autor cuenta cómo su familia soñaba con que él, un alumno de buenas calificaciones, estudiara medicina. Lamentablemente, su familia, con siete hijos, no podía permitirse pagar esta carrera. El sueño familiar pudo cumplirse cuando el gobierno cubano ofreció al gobierno chileno de Salvador Allende llevar becados a estudiantes chilenos para que se formaran como médicos en Cuba. Tras postular al programa fue aceptado, y viajó a Cuba el 25 de agosto de 1973, a los 18 años.
Tras el golpe de Estado del 11 de septiembre de 1973, y a pesar de las súplicas de muchos del grupo, los estudiantes chilenos continuaron sus estudios de medicina, sin recibir permiso para volver a Chile o recibir preparación militar. Esto continuó hasta abril de 1975, cuando a los estudiantes de medicina chilenos militantes de las juventudes comunistas, entre los que se encontraba Carrera, se les ofreció la oportunidad de unirse a las Fuerzas Armadas Revolucionarias de Cuba, para comenzar a recibir preparación militar, lo que significaba abandonar sus estudios. Aunque algunos de sus compañeros decidieron continuar estudiando, Carrera decide aceptar (cuenta que, como broma, al ofrecerle la oportunidad le dijeron que alguien con su nombre no se podía negar, pues José Miguel Carrera es uno de los próceres de la emancipación de Chile). Se graduó en 1976 de Oficial de Operaciones Generales, con el grado de subteniente.
Ya siendo oficial del ejército cubano, participó en 1979 en una misión internacionalista de apoyo al Frente Sandinista de Liberación Nacional en la guerra civil nicaragüense. Formaba parte de un contingente de oficiales chilenos, participando en el "Frente Sur". Las acciones finalizaron con el triunfo de las fuerzas sandinistas, en julio de ese año. Después de la guerra regresó a Cuba, a prepararse para volver a Chile clandestinamente, cosa que hizo en 1984 con cinco compañeros, todos Internacionalistas.
Desde su vuelta a Chile participó como militante del Frente Patriótico Manuel Rodríguez, en aquel tiempo el brazo armado del Partido Comunista.
Al unirse al ejército cubano, Carrera debió cortar todo contacto con su familia por razones de seguridad. El reencuentro con su familia tomó 15 años, y ocurrió en Chile mientras se encontraba aún en la clandestinidad. En ese momento, su madre, que no sabía que había abandonado sus estudios, le pidió ayuda económica para educar a sus hermanos menores. El haber roto los sueños de su madre es una de los golpes más duros de su vida, según cuenta en el capítulo "Reencuentros".